# هنریک هانسن (کشتی‌گیر)
هنریک هانسن (دانمارکی: Henrik Hansen؛ ۲۶ مه ۱۹۲۰ – ۲۳ اوت ۲۰۱۰) کشتی‌گیر اهل دانمارک بود.
وی در مسابقات کشوری و بین‌المللی در مجموع برندهٔ ۱ مدال برنز شده‌است.